# Okamejei mengae
Okamejei mengae (лат.) — вид хрящевых рыб семейства ромбовых скатов отряда скатообразных. Обитают в субтропических водах северо-западной части Тихого океана. Их крупные, уплощённые грудные плавники образуют диск в виде ромба. Не являются объектом целевого промысла.

## Таксономия
Впервые вид был научно описан в 2007 году. Вид назван в честь ихтиолога Квин-Вен Менга за его вклад за изучение пластиножаберных. Голотип представляет собой самку длиной 29,5 см, пойманную в Южно-Китайском море (23°08′ с. ш. 116°50′ в. д.).

## Ареал
Эти демерсальные скаты обитают в Южно-Китайском море.

## Описание
Широкие и плоские грудные плавники этих скатов образуют диск в виде ромба. На вентральной стороне диска расположены 5 жаберных щелей, ноздри и рот. На тонком хвосте имеются латеральные складки. У этих скатов 2 редуцированных спинных плавника и редуцированный хвостовой плавник.

## Взаимодействие с человеком
Эти скаты не являются объектом целевого промысла. Международный союз охраны природы ещё не оценил охранный статус вида.